# Hypecoum
Hypecoum és un gènere d'angiospermes de la família de les papaveràcies. Pertany a la subfamília de les fumariòidies i és l'únic gènere de la tribu Hypecoeae. Consta d'una quinzena d'espècies acceptades, de distribució mediterrània, nord africana i irano-turaniana. Als Països Catalans són autòctones les espècies següents: Hypecoum procumbens i Hypecoum imberbe (=sinònim Hypecoum procumbens ssp. grandiflorum) (conegudes com a ballarida comuna) i Hypecoum pendulum (ballarida pèndula).
Les espècies d'aquest gènere són herbes anuals rossulades (amb fulles basals) de port menut, glabres i generalment de color glauc. Les fulles formen una roseta basal, són de forma lanceolada o oblanceolada, de 2 a 3 cops pinnatisectades, amb segments terminals estrets. Es caracteritzen per tenir flors petites amb una corol·la groga, blanca o lleugerament blavosa, tetràmera (de quatre pètals, com la resta de gèneres de les fumariòdies) i tenir almenys dos pètals marcadament trilobats, mentre que els altres dos tenen una forma de romboide a trilobada. Són flors hermafrodites, amb simetria bilateral, hipògines que apareixen agrupades en inflorescències en forma de dicasi llargament pedunculats, amb bràctees profundament dividides. Tenen quatre estams, els quals tenen dos teques, que presenten filaments alats, els quals difereixen de forma els centrals i els laterals. El fruit és una loment estreta, estriada i generalment articulada i recorbada, amb nombroses llavors, en una fila, dehiscent. Les llavors són aplanades, en forma de D, recobertes de cristalls d'oxalat.
El nom d'aquest gènere procedeix del grec ὑπήκοον (hypēkoon, obedient). Per ser una planta narcòtica amb què es fa submisa la voluntat, encara que també que prové de la paraula grega per descriure el so que fan les llavors seques dins la beina.

## Taxonomia
Espècies acceptades:
- Hypecoum aegypitacum (Forssk.) Asch. & Schweinf.
- Hypecoum aequilobum Viv.
- Hypecoum alpinum Z.X.An
- Hypecoum dimidiatum Delile
- Hypecoum erectum L.
- Hypecoum ferrugineomaculatum Z.X.An
- Hypecoum imberbe Sm.
- Hypecoum leptocarpum Hook. f. & Thomson
- Hypecoum littorale Wulfen
- Hypecoum pendulum L.
- Hypecoum procumbens L.
- Hypecoum pseudograndiflorum Petrovič
- Hypecoum torulosum Å.E.Dahl
- Hypecoum trilobum Trautv.
- Hypecoum zhukanum Lidén

## Galeria

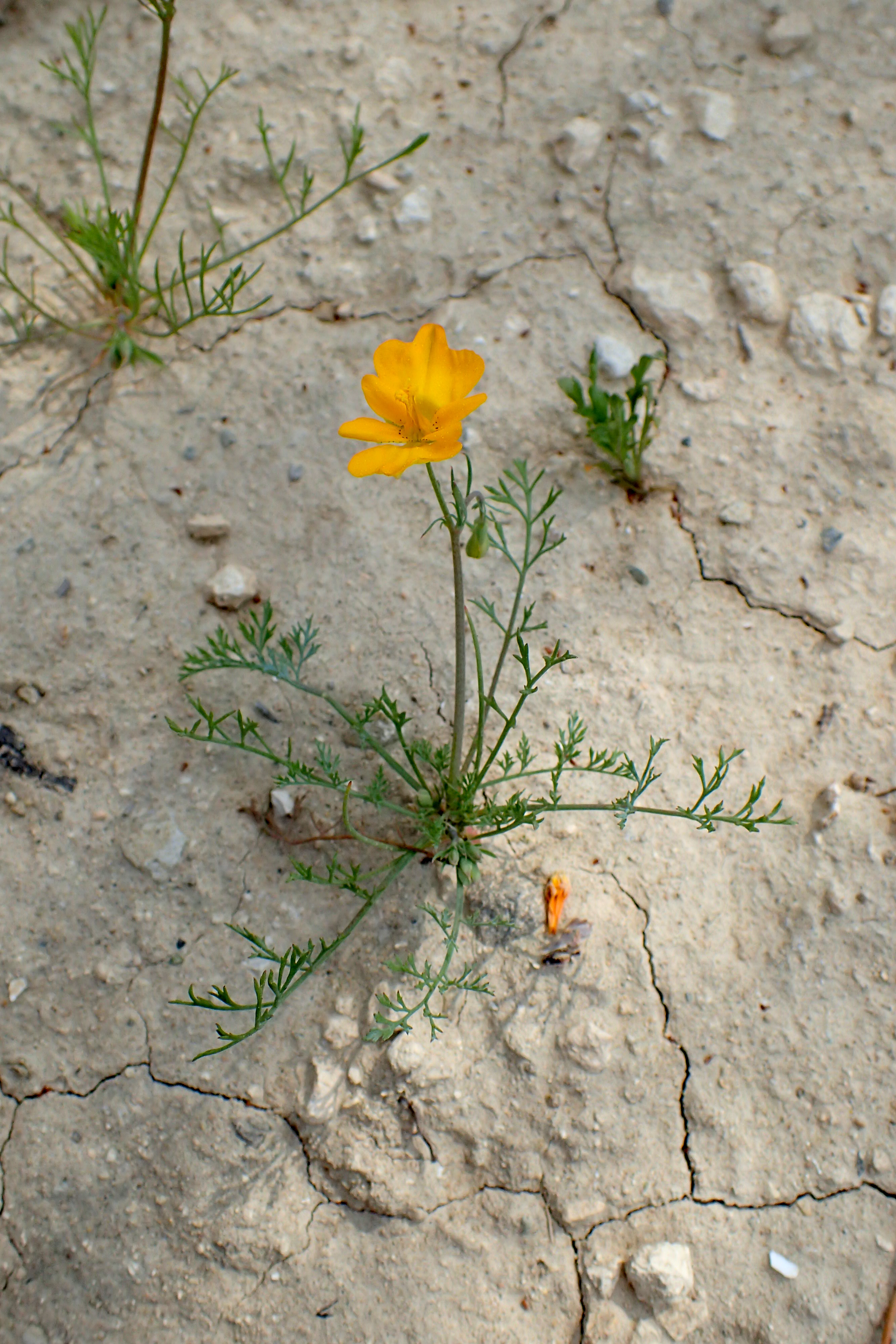
Hypecoum imberbe, s'observa les fulles basals, pinnatisectades
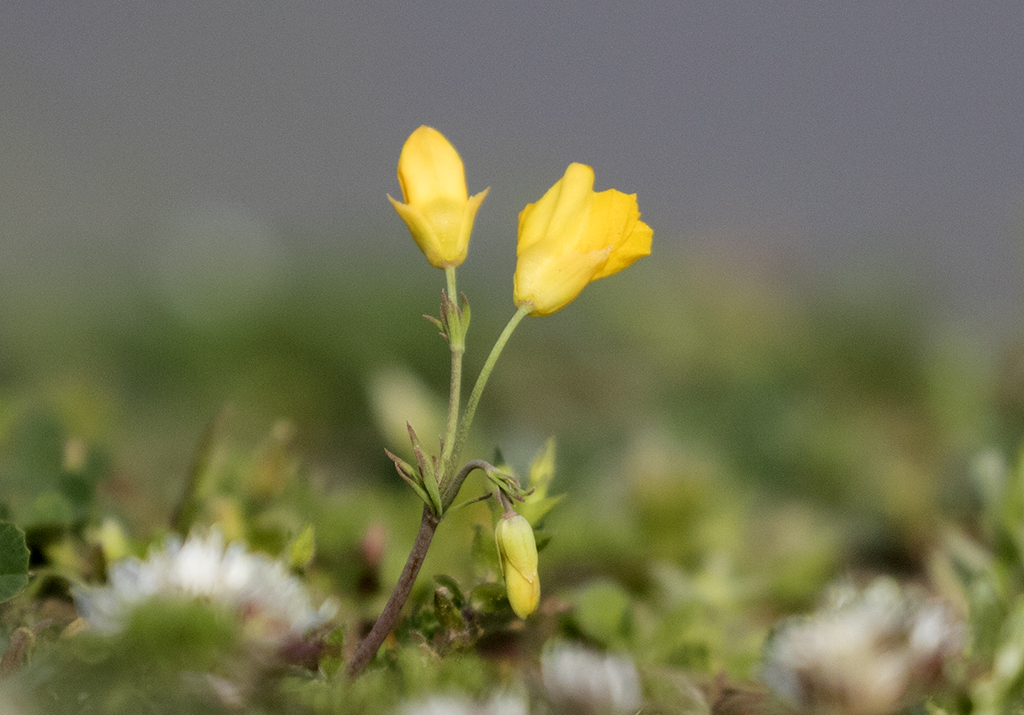
Hypecoum trullatum, s'observen les bràctees dividides a la base de la inflorescència
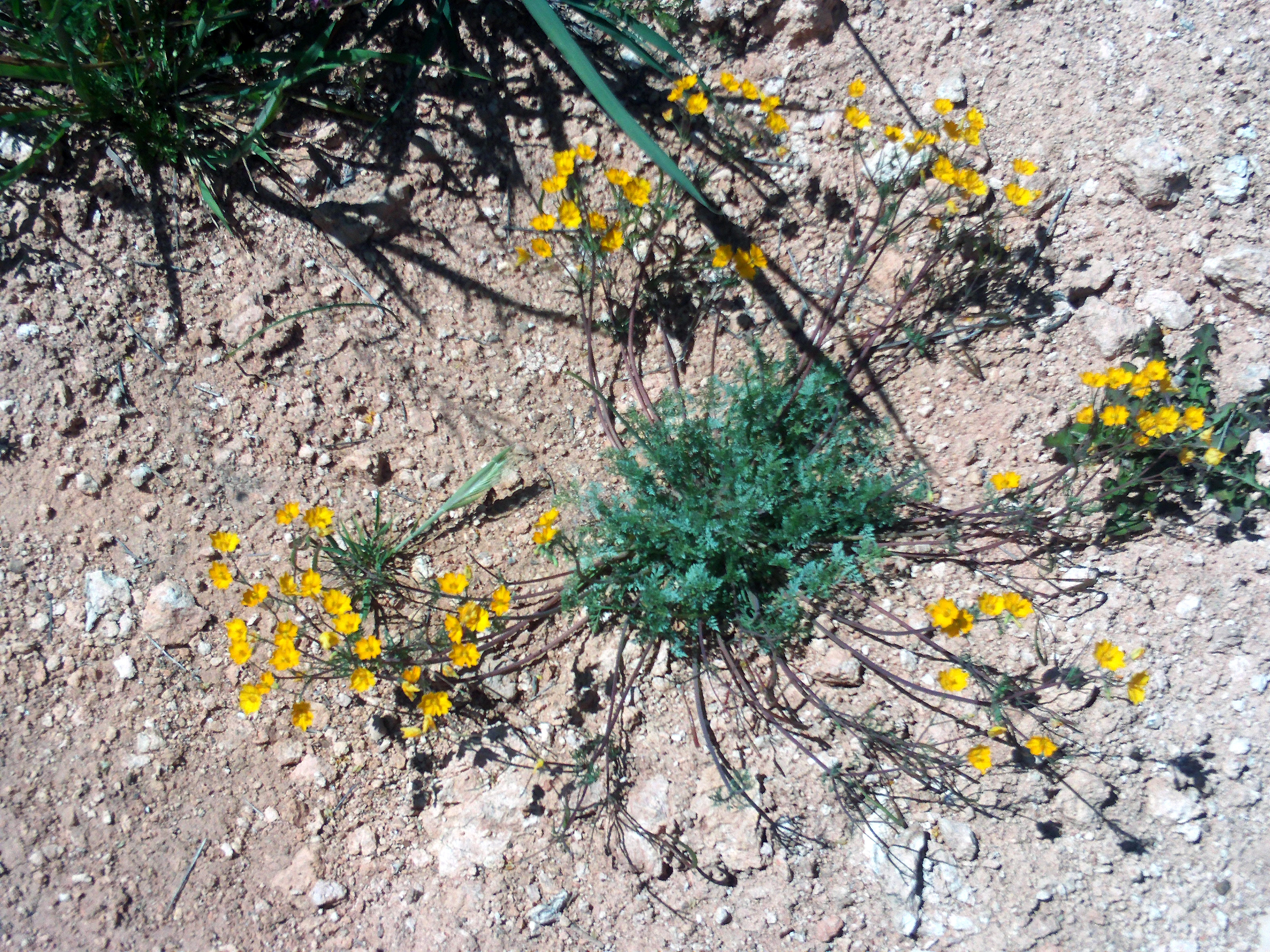
Hypecoum procumbens
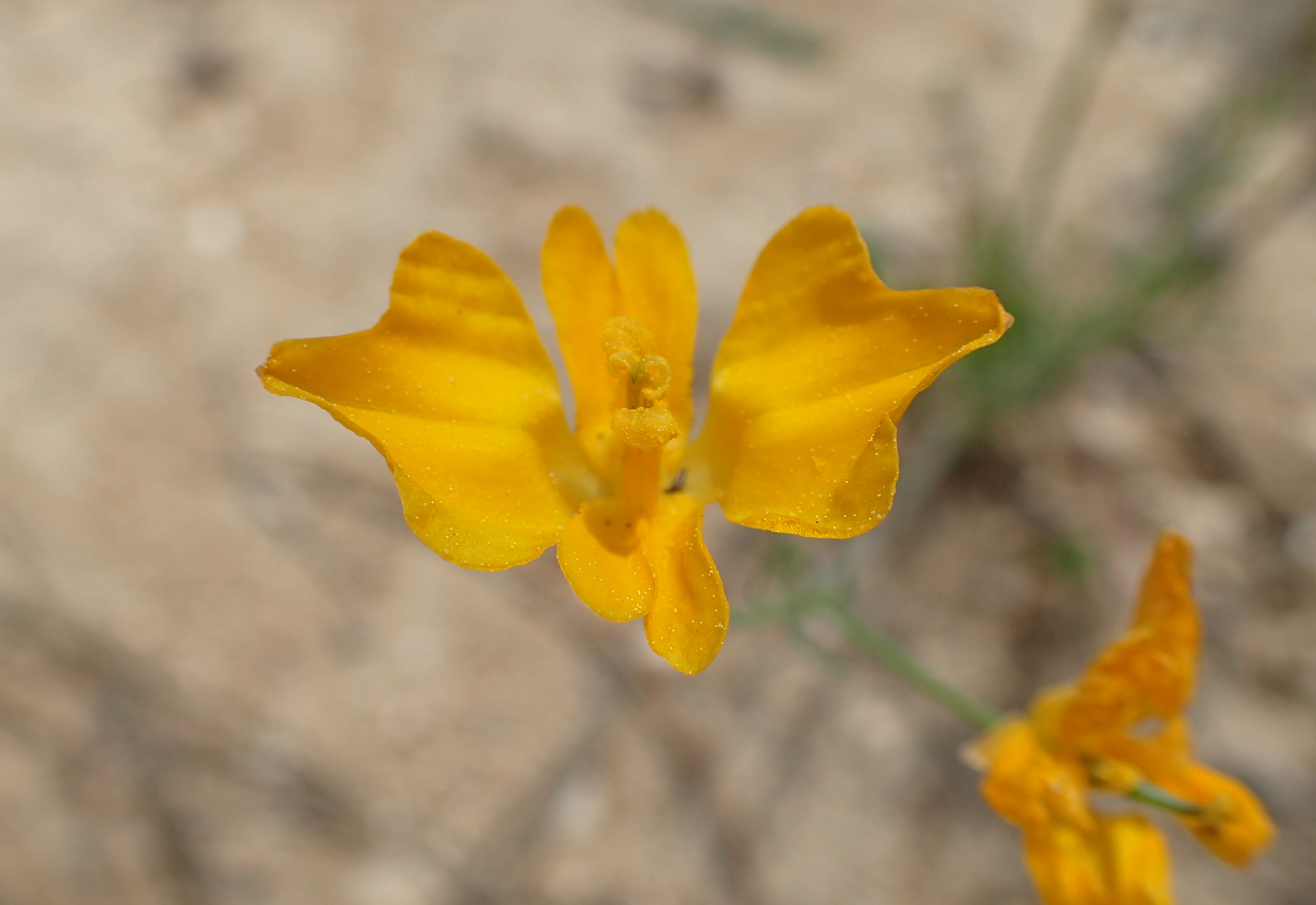
Detall de la flor d'Hypecoum imberbe
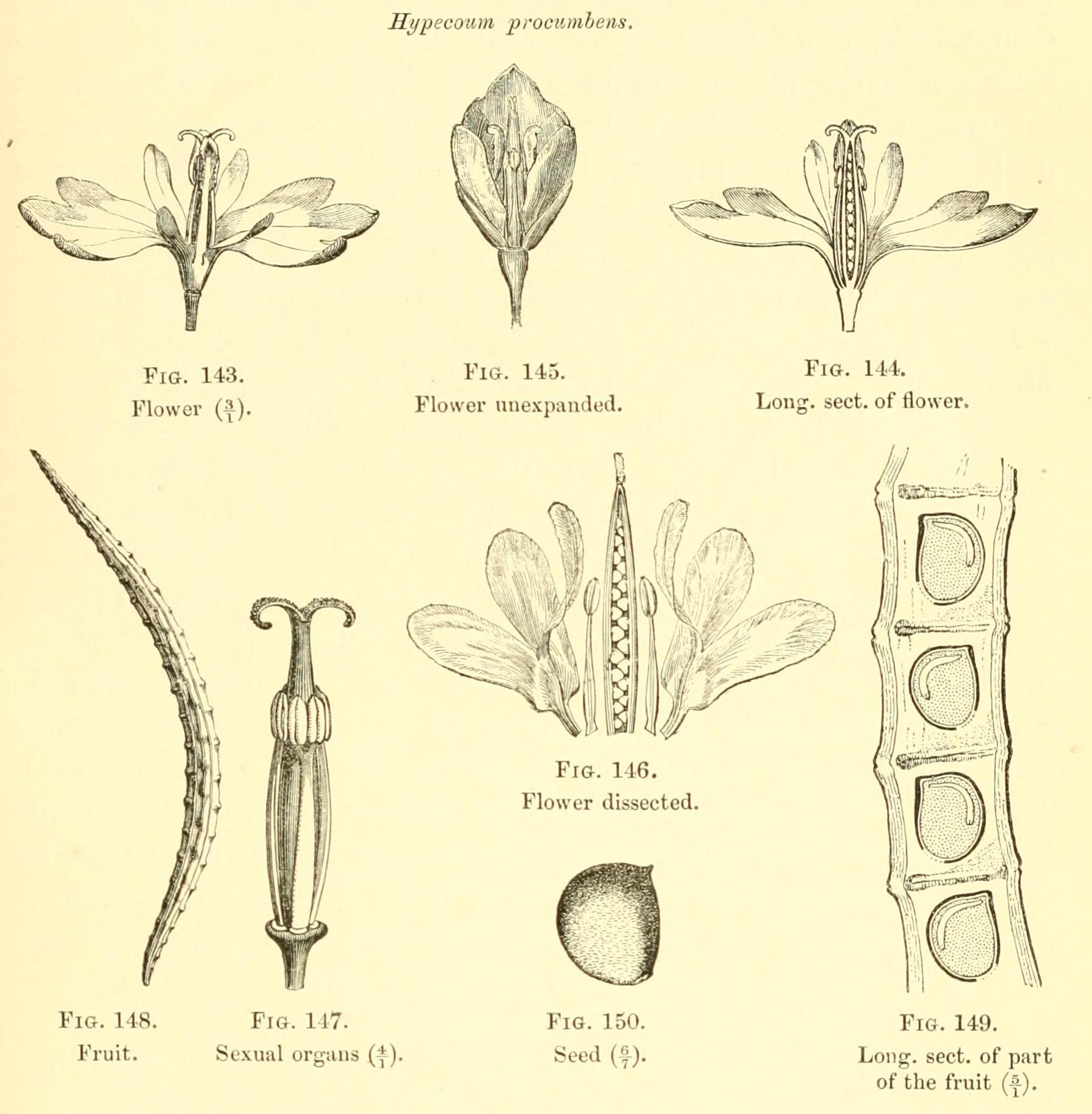
Il·lustració botànica de les flors i fruits d'Hypecoum procumbens